# Bahnstrecke Erndtebrück–Bad Berleburg
| Empfangsgebäude Bad Berleburg |                         |                             |                             |
| |                         |                             |                             |
| Streckennummer (DB): | 2871                    |                             |                             |
| Kursbuchstrecke (DB): | 443                     |                             |                             |
| Kursbuchstrecke: | 174k (1934) 198m (1946) |                             |                             |
| Streckenlänge: | 19,7 km                 |                             |                             |
| Spurweite: | 1435 mm (Normalspur)    |                             |                             |
| Streckengeschwindigkeit: | 60 km/h                 |                             |                             |
| Zweigleisigkeit: | –                       |                             |                             |
| |                         |                             |                             |
| \| \| \| von Kreuztal \| \| \| \| 0,0 \| Erndtebrück ⊙ \| 481 m \| \| \| \| nach Cölbe \| \| \| \| 2,3 \| Womelsdorf (bis 1994) ⊙ \| Womelsdorf (bis 1994) ⊙ \| \| \| 3,6 \| Birkelbach ⊙ \| Birkelbach ⊙ \| \| \| \| nach Lennestadt-Altenhundem \| \| \| \| \| Eder \| \| \| \| 9,1 \| Aue-Wingeshausen ⊙ \| Aue-Wingeshausen ⊙ \| \| \| \| Eder \| \| \| \| 13,1 \| Berghausen VEW (Anst) \| Berghausen VEW (Anst) \| \| \| \| Eder \| \| \| \| 14,5 \| Berghausen (Wittgenstein) ⊙ \| Berghausen (Wittgenstein) ⊙ \| \| \| 15,8 \| Raumland-Markhausen ⊙ \| Raumland-Markhausen ⊙ \| \| \| \| von Allendorf \| \| \| \| 17,3 \| Hörre (Abzw) \| Hörre (Abzw) \| \| \| 19,7 \| Bad Berleburg (ehem. Bf) ⊙ \| 418 m \| \| \| \| \| \| \| Quellen: [1][2] \| \| \| \| |                         |                             |                             |
| |                         | von Kreuztal                |                             |
| Bahnhof | 0,0                     | Erndtebrück ⊙               | 481 m                       |
| Abzweig geradeaus und nach rechts |                         | nach Cölbe                  | nach Cölbe                  |
| ehemaliger Haltepunkt / Haltestelle | 2,3                     | Womelsdorf (bis 1994) ⊙     | Womelsdorf (bis 1994) ⊙     |
| Haltepunkt / Haltestelle, ehemals Bahnhof | 3,6                     | Birkelbach ⊙                | Birkelbach ⊙                |
| Abzweig geradeaus und ehemals nach links |                         | nach Lennestadt-Altenhundem | nach Lennestadt-Altenhundem |
| Brücke über Wasserlauf |                         | Eder                        | Eder                        |
| Haltepunkt / Haltestelle, ehemals Bahnhof | 9,1                     | Aue-Wingeshausen ⊙          | Aue-Wingeshausen ⊙          |
| Brücke über Wasserlauf |                         | Eder                        | Eder                        |
| Blockstelle | 13,1                    | Berghausen VEW (Anst)       | Berghausen VEW (Anst)       |
| Brücke über Wasserlauf |                         | Eder                        | Eder                        |
| Haltepunkt / Haltestelle | 14,5                    | Berghausen (Wittgenstein) ⊙ | Berghausen (Wittgenstein) ⊙ |
| Haltepunkt / Haltestelle | 15,8                    | Raumland-Markhausen ⊙       | Raumland-Markhausen ⊙       |
| Abzweig geradeaus und ehemals von rechts |                         | von Allendorf               | von Allendorf               |
| ehemalige Blockstelle | 17,3                    | Hörre (Abzw)                | Hörre (Abzw)                |
| Kopfbahnhof Streckenende (Strecke außer Betrieb) | 19,7                    | Bad Berleburg (ehem. Bf) ⊙  | 418 m                       |
| |                         |                             |                             |
| Quellen: |                         |                             |                             |

Die Bahnstrecke Erndtebrück–Bad Berleburg ist eine 20 km lange, von der Bahnstrecke Kreuztal–Cölbe abzweigende Nebenbahn von Erndtebrück nach Bad Berleburg. In Bad Berleburg bestand früher Anschluss an die inzwischen überwiegend abgebaute Bahnstrecke Bad Berleburg–Allendorf nach Frankenberg. Die eingleisige, nicht elektrifizierte Bahnstrecke wird als Stichstreckenblock betrieben. Zusammen mit dem Teilstück Erndtebrück–Kreuztal der Bahnstrecke Kreuztal–Cölbe wird sie als Rothaarbahn bezeichnet.

## Geschichte
Die Strecke wurde 1911 eröffnet. Im Jahr 1994 wurden die Schienenbusse und lokbespannten Wagenzüge durch Triebzüge vom Typ 628 ersetzt. Gleichzeitig wurde das Angebot ausgebaut und ein Taktfahrplan mit einheitlicher Linienführung eingeführt. Die Nahverkehrslinie, die bei der Einführung als „Rothaar-Express“ beworben wurde, fährt seither im Stundentakt zwischen Bad Berleburg und Siegen. Mit der Jahrtausendwende wurden auf der Linie Triebzüge vom Typ 640 eingesetzt, die auch nach der ersten Vergabe der Dreiländerbahn erhalten blieben. Alle Ausweich- und Abstellmöglichkeiten wurden abgebaut, sodass neben dem stündlichen Nahverkehrsangebot kein weiterer Zugverkehr abgewickelt werden kann.
Der Haltepunkt Bad Berleburg wurde im Jahr 2011 für 1,3 Millionen Euro modernisiert. Dabei wurde unter anderem der Bahnsteig auf 55 cm über Schienenoberkante angehoben.
Mit der gewonnenen Ausschreibung des Dieselnetzes „Eifel-Westerwald-Sieg“ übernahm die Hessische Landesbahn zum Fahrplanwechsel im Dezember 2014 den Betrieb der Linie RB 93 von DB Regio. Ursprünglich war die Betriebsaufnahme erst im August 2015 vorgesehen. Da allerdings in Verhandlungen zu einem nötigen Übergangskonzept eine vorgezogene Betriebsaufnahme der HLB besser als eine Vertragsverlängerung mit DB Regio zu sein schien, wurde die Betriebsübergabe entsprechend vorgezogen. Dabei kamen vorübergehend Triebfahrzeuge vom Typ Regio-Shuttle zum Einsatz, die von der Ostdeutschen Eisenbahn angemietet wurden. Die Linie wurde im Rahmen eines Übergangskonzeptes bis Dezember 2015 weiter zwischen Bad Berleburg und Siegen betrieben; danach wurde die Linie über ihren bisherigen Endpunkt Siegen hinaus nach Betzdorf verlängert und Triebzüge vom Typ LINT 41 eingesetzt.
Bis 2017 wurde der Knoten Erndtebrück komplett modernisiert. Die Modernisierung umfasste die Gleisanlagen, den barrierefreien Ausbau der Bahnsteige und den Bau eines elektronischen Stellwerkes. Bahn, Bund und das Land NRW investierten insgesamt 13,8 Millionen Euro in die Modernisierung.

## Betriebsstellen
Das Empfangsgebäude in Bad Berleburg wird bahnseitig nicht mehr genutzt. Es stammt von 1910 und ist heute ein Kulturdenkmal. In dem Empfangsgebäude befand sich ein Fürstenzimmer.

## Planungen und Zukunft

### Neues Betriebskonzept mit Flügelung in Erndtebrück
Ende 2019 wurde eine Absichtserklärung zum Ausbau des Nahverkehrs auf den Strecken Siegen – Erndtebrück – Marburg/Bad Berleburg abgeschlossen. Diese sieht langfristig die Schaffung von stündlichen Direktverbindungen von Siegen nach Bad Berleburg und Marburg mit Hilfe eines Flügelzugkonzeptes in Erndtebrück vor. Dazu soll die Strecke Erndtebrück – Bad Berleburg beschleunigt werden und eine neue Weichenverbindung inklusive Beifahranlage im Bahnhof Erndtebrück installiert werden.
Bis 2036 sollen Infrastrukturmaßnahmen umgesetzt werden, die umsteigefreie Fahrten zwischen Marburg und Siegen ermöglichen, ohne auf der Strecke nach Bad Berleburg unter Gewährung einer ausreichenden Umsteigezeit Halte streichen zu müssen. Die Fahrzeit soll vor allem durch die Sicherung und Beseitigung von Bahnübergängen beschleunigt werden. Bis 2040 sollen die infrastrukturellen Voraussetzungen für ein Flügelzugkonzept in Erndtebrück geschaffen werden, bei dem die Züge stündlich von Siegen umsteigefrei nach Bad Berleburg und Marburg fahren. Dazu muss in Erndtebrück an Gleis 1 ein Zugdeckungssignal installiert werden und Weichenverbindungen von Gleis 1 und 2 nach Bad Berleburg entstehen. Ebenso ist eine Geschwindigkeitserhöhung zwischen Lützel und Erndtebrück auf 60 km/h erforderlich.

### Einsatz von Batteriezügen
Für den Bereich Erndtebrück hat der Zweckverband Nahverkehr Westfalen-Lippe 2024 den Bau einer Ladeinsel zum Laden von Batterie-Oberleitungstriebzügen angemeldet. Diese soll im Jahr 2032 in Betrieb gehen.

## Derzeitiges Verkehrsangebot
Die Bahnstrecke wird im Schienenpersonennahverkehr täglich im Stundentakt von der RB 93 (Rothaar-Bahn) bedient. Sie hat in Siegen bzw. Betzdorf kurze Übergänge an den Rhein-Sieg-Express (RE 9) sowie in Kreuztal an die Ruhr-Sieg-Bahn (RB 91). Anschlüsse in Siegen Richtung Dillenburg, Gießen und Frankfurt sind nur mit längeren Wartezeiten von ca. 40–55 Minuten möglich. Der Anschluss in Kreuztal an die Züge nach Dortmund ist aufgrund der längeren Wartezeit von ca. 30 Minuten ebenfalls nicht attraktiv.
Die Zugkreuzungen finden etwa 2 Minuten vor der sonst üblichen Symmetriezeit in Erndtebrück statt.
In Erndtebrück besteht alle 2 Stunden Anschluss an die Obere Lahntalbahn (RB 94) nach Marburg über Bad Laasphe und Biedenkopf.
Durchgeführt wird der Schienenpersonennahverkehr von der HLB unter der Marke Dreiländerbahn, die Dieseltriebwagen der Baureihe 640, Baureihe 648 sowie Baureihe 1648 für Geschwindigkeiten bis zu 120 (1648: 140) km/h einsetzt.
Ursprünglich sollte mit dem Fahrplanwechsel am 11. Dezember 2016 der Stundentakt an Sonntagen eingeführt werden. Infolge der angespannten Personalsituation bei der HLB musste der Einführungstermin auf den 15. Januar verschoben werden. Somit soll an Sonntagen die ungünstige Anschlusssituation in Erndtebrück aus Richtung Bad Laasphe nach Siegen mit einer Stunde Wartezeit beseitigt werden; die ungünstige Anschlusssituation besteht erst seit Dezember 2015. Dort wurde zur Standzeitreduzierung in Bad Berleburg der Zweistundentakt Richtung Siegen um eine Stunde verschoben.
Seit dem Fahrplanwechsel im Dezember 2015 leidet die RB 93 unter einem Pünktlichkeitsproblem, das durch ein neues Fahrplankonzept hervorgerufen wird. Die Linie verkehrt seither über den bisherigen Endpunkt Siegen hinaus nach Betzdorf, wobei die Fahrzeiten im Abschnitt Hilchenbach–Siegen ohne Infrastrukturveränderungen verkürzt wurden. In Betzdorf startet die Linie zudem im Blockabstand zur verspätungsanfälligen Linie RE 9. Verspätungsübertragungen von dieser Linie können im weiteren Streckenverlauf aufgrund des engen Fahrplans nicht abgebaut werden und werden durch die eingleisige Infrastruktur ab Kreuztal auf weitere Züge übertragen. Die Pünktlichkeit soll durch langwierige Infrastrukturmaßnahmen verbessert werden. Zur Beseitigung der Unpünktlichkeit plant der Zweckverband Nahverkehr Westfalen-Lippe zukünftig wieder die RB 93 in Siegen enden zu lassen und die Bedienung des Abschnitts Siegen – Betzdorf auf eine andere Linie zu überführen.

## Anschlag am 13. April 2019
Am frühen Morgen des 13. April 2019 durchschlugen in Raumland mehrere Kanaldeckel die Frontscheibe eines Triebwagens der Hessischen Landesbahn, der planmäßig als Leerfahrt von Erndtebrück nach Bad Berleburg unterwegs war. Der Lokführer wurde dabei leicht verletzt. Die wahrscheinlich einen Tag vorher auf dem Gebiet der Stadt Hilchenbach gestohlenen Kanalisationsabdeckungen waren mit Seilen von einer Brücke auf Höhe des Führerstandes von Zügen über die Gleise gehängt worden. Polizei und Staatsanwaltschaft leiteten ein Ermittlungsverfahren wegen versuchten Mordes gegen unbekannt ein.
Knapp zwei Wochen später kam der Verdacht auf, dass der diensthabende Lokführer selbst für den Anschlag verantwortlich sei. Am 24. April 2019 erfolgten damit zusammenhängende Hausdurchsuchungen sowie die vorübergehende Festnahme des Lokführers. Unter anderem waren DNA-Spuren des Mannes an den bei der Tat verwendeten Seilen gefunden worden. Am 2. Oktober 2020 wurde er in einem Indizienprozess wegen gefährlichen Eingriffs in den Bahnverkehr und Vortäuschens einer Straftat zu einem Jahr und neun Monaten Haft ohne Bewährung verurteilt. Das Motiv für die Tat blieb unklar. Zum Zeitpunkt der Verurteilung war er 50 Jahre alt. Der Lokführer legte gegen dieses Urteil Berufung ein, starb jedoch Anfang Januar 2022 kurz vor Beginn der Hauptverhandlung.